# Scott Lachance
Scott Joseph Lachance, född 22 oktober 1972, är en amerikansk före detta professionell ishockeyspelare som tillbringade tretton säsonger i den nordamerikanska ishockeyligan National Hockey League (NHL), där han spelade för ishockeyorganisationerna New York Islanders, Montreal Canadiens, Vancouver Canucks och Columbus Blue Jackets. Han producerade 143 poäng (31 mål och 112 assists) samt drog på sig 567 utvisningsminuter på 819 grundspelsmatcher. Han spelade också på lägre nivåer för Lowell Devils i American Hockey League (AHL), Kloten Flyers i Nationalliga A (NLA) och Boston University Terriers (Boston University) i National Collegiate Athletic Association (NCAA).
Lachance draftades i första rundan i 1991 års draft av New York Islanders som fjärde spelare totalt.
Han har varit talangscout för NHL-organisationen New Jersey Devils sedan 2007.

## Statistik
| Källa: Utv = Utvisningsminuter | Källa: Utv = Utvisningsminuter        | Källa: Utv = Utvisningsminuter        |                                       | Grundserie                            | Grundserie                            | Grundserie                            | Grundserie                            | Grundserie                            |                                       | Slutspel                              | Slutspel                              | Slutspel                              | Slutspel                              | Slutspel                              |
| Säsong                         | Lag                                   | Liga                                  | Matcher                               | Mål                                   | Assist                                | Poäng                                 | Utv                                   | Matcher                               | Mål                                   | Assist                                | Poäng                                 | Utv                                   |                                       |                                       |
| ------------------------------ | ------------------------------------- | ------------------------------------- | ------------------------------------- | ------------------------------------- | ------------------------------------- | ------------------------------------- | ------------------------------------- | ------------------------------------- | ------------------------------------- | ------------------------------------- | ------------------------------------- | ------------------------------------- | ------------------------------------- | ------------------------------------- |
| 1988–1989                      | Springfield Olympics                  | NEJHL                                 | 36                                    | 8                                     | 28                                    | 36                                    | 20                                    | —                                     | —                                     | —                                     | —                                     | —                                     |                                       |                                       |
| 1989–1990                      | Springfield Olympics                  | NEJHL                                 | 34                                    | 25                                    | 41                                    | 66                                    | 62                                    | —                                     | —                                     | —                                     | —                                     | —                                     |                                       |                                       |
| 1990–1991                      | Boston University Terriers            | NCAA                                  | 31                                    | 5                                     | 19                                    | 24                                    | 48                                    | —                                     | —                                     | —                                     | —                                     | —                                     |                                       |                                       |
| 1991–1992                      | New York Islanders                    | NHL                                   | 17                                    | 1                                     | 4                                     | 5                                     | 9                                     | —                                     | —                                     | —                                     | —                                     | —                                     |                                       |                                       |
| 1992–1993                      | New York Islanders                    | NHL                                   | 75                                    | 7                                     | 17                                    | 24                                    | 67                                    | —                                     | —                                     | —                                     | —                                     | —                                     |                                       |                                       |
| 1993–1994                      | New York Islanders                    | NHL                                   | 74                                    | 3                                     | 11                                    | 14                                    | 70                                    | 3                                     | 0                                     | 0                                     | 0                                     | 0                                     |                                       |                                       |
| 1994–1995                      | New York Islanders                    | NHL                                   | 26                                    | 6                                     | 7                                     | 13                                    | 26                                    | —                                     | —                                     | —                                     | —                                     | —                                     |                                       |                                       |
| 1995–1996                      | New York Islanders                    | NHL                                   | 55                                    | 3                                     | 10                                    | 13                                    | 54                                    | —                                     | —                                     | —                                     | —                                     | —                                     |                                       |                                       |
| 1996–1997                      | New York Islanders                    | NHL                                   | 81                                    | 3                                     | 11                                    | 14                                    | 47                                    | —                                     | —                                     | —                                     | —                                     | —                                     |                                       |                                       |
| 1997–1998                      | New York Islanders                    | NHL                                   | 63                                    | 2                                     | 11                                    | 13                                    | 45                                    | —                                     | —                                     | —                                     | —                                     | —                                     |                                       |                                       |
| 1998–1999                      | New York Islanders                    | NHL                                   | 59                                    | 1                                     | 8                                     | 9                                     | 30                                    | —                                     | —                                     | —                                     | —                                     | —                                     |                                       |                                       |
|                                | Montreal Canadiens                    | NHL                                   | 17                                    | 1                                     | 1                                     | 2                                     | 11                                    | —                                     | —                                     | —                                     | —                                     | —                                     |                                       |                                       |
| 1999–2000                      | Montreal Canadiens                    | NHL                                   | 57                                    | 0                                     | 6                                     | 6                                     | 22                                    | —                                     | —                                     | —                                     | —                                     | —                                     |                                       |                                       |
| 2000–2001                      | Vancouver Canucks                     | NHL                                   | 76                                    | 3                                     | 11                                    | 14                                    | 46                                    | 2                                     | 0                                     | 1                                     | 1                                     | 2                                     |                                       |                                       |
| 2001–2002                      | Vancouver Canucks                     | NHL                                   | 81                                    | 1                                     | 10                                    | 11                                    | 50                                    | 6                                     | 1                                     | 1                                     | 2                                     | 4                                     |                                       |                                       |
| 2002–2003                      | Columbus Blue Jackets                 | NHL                                   | 61                                    | 0                                     | 1                                     | 1                                     | 46                                    | —                                     | —                                     | —                                     | —                                     | —                                     |                                       |                                       |
| 2003–2004                      | Columbus Blue Jackets                 | NHL                                   | 77                                    | 0                                     | 4                                     | 4                                     | 44                                    | —                                     | —                                     | —                                     | —                                     | —                                     |                                       |                                       |
| 2004–2005                      | Spelade ej på grund av NHL:s lockout. | Spelade ej på grund av NHL:s lockout. | Spelade ej på grund av NHL:s lockout. | Spelade ej på grund av NHL:s lockout. | Spelade ej på grund av NHL:s lockout. | Spelade ej på grund av NHL:s lockout. | Spelade ej på grund av NHL:s lockout. | Spelade ej på grund av NHL:s lockout. | Spelade ej på grund av NHL:s lockout. | Spelade ej på grund av NHL:s lockout. | Spelade ej på grund av NHL:s lockout. | Spelade ej på grund av NHL:s lockout. | Spelade ej på grund av NHL:s lockout. | Spelade ej på grund av NHL:s lockout. |
| 2005–2006                      | Kloten Flyers                         | NLA                                   | 28                                    | 0                                     | 2                                     | 2                                     | 99                                    | 8                                     | 1                                     | 3                                     | 4                                     | 12                                    |                                       |                                       |
| 2006–2007                      | Lowell Devils                         | AHL                                   | 25                                    | 4                                     | 4                                     | 14                                    | —                                     | —                                     | —                                     | —                                     | —                                     |                                       |                                       |                                       |
| NHL totalt                     | NHL totalt                            | NHL totalt                            | 819                                   | 31                                    | 112                                   | 143                                   | 567                                   | 11                                    | 1                                     | 2                                     | 3                                     | 6                                     |                                       |                                       |
| AHL totalt                     | AHL totalt                            | AHL totalt                            | 25                                    | 0                                     | 4                                     | 4                                     | 14                                    | —                                     | —                                     | —                                     | —                                     | —                                     |                                       |                                       |
| NLA totalt                     | NLA totalt                            | NLA totalt                            | 28                                    | 0                                     | 2                                     | 2                                     | 99                                    | 8                                     | 1                                     | 3                                     | 4                                     | 12                                    |                                       |                                       |
| NCAA totalt                    | NCAA totalt                           | NCAA totalt                           | 31                                    | 5                                     | 19                                    | 24                                    | 48                                    | —                                     | —                                     | —                                     | —                                     | —                                     |                                       |                                       |